# Jablaničko-konjička kotlina
Jablaničko-konjička kotlina je tektonska kotlina u sjevernoj Hercegovini. Nastala je krajem oligocena tektonskim pokretima ekstenzije. U miocenu se tu stvorilo slatkovodno jezero čije geološke tragove možemo vidjeti i danas. U pliocenu i pleistocenu ramski dio jezerskih naslaga iz miocena izdignut je na današnju razinu. Orogenezom i neotektonskim pokretima u mezozoiku i kenozoiku nastala su sredogorja i planine koja zatvaraju kotlinu sa sjeverne strane, poput Bokševice.